# Kettle Valley Railway

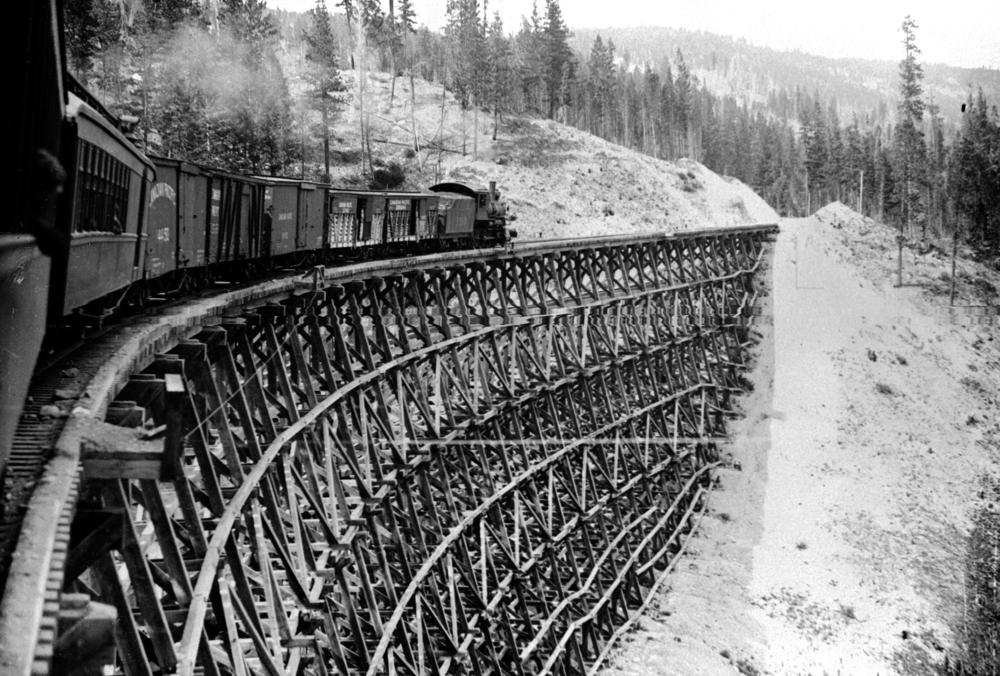
Ein Zug überquert eine der typischen Trestle-Brücken der KVR bei Sirnach Creek, 1916

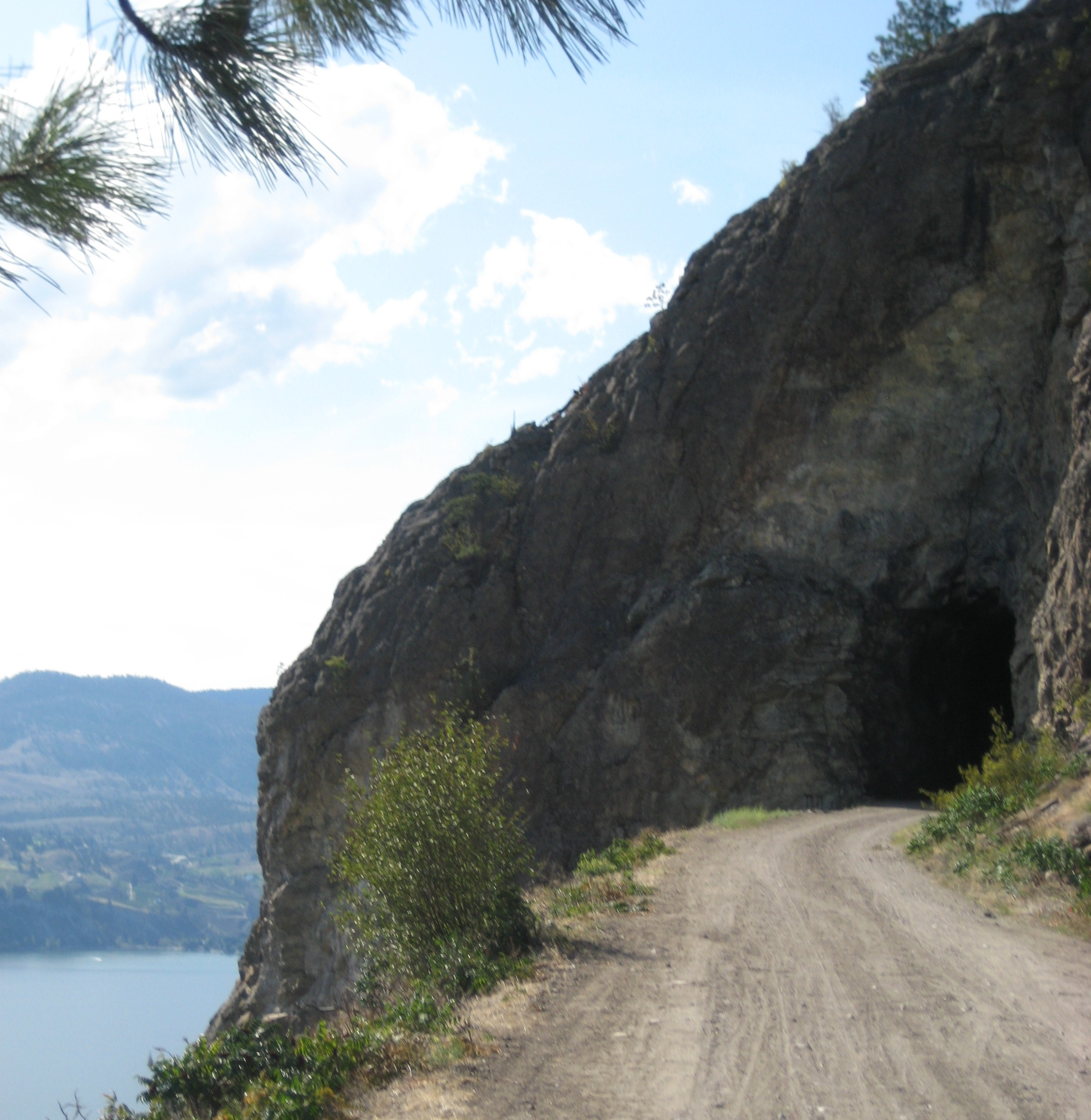
Einer der unbeleuchteten Tunnel auf dem heutigen Wanderweg

Die Kettle Valley Railway (kurz auch KVR) war eine Bahnlinie und Tochtergesellschaft der Canadian Pacific Railway, die im Süden der kanadischen Provinz British Columbia fuhr. Sie verband Hope mit Penticton und führte aufgrund des bergigen Terrains über viele Brücken und Tunnel.

## Geschichte
Die Bahnstrecke wurde 1915 eröffnet, Teile davon ab 1961 und bis endgültig 1989 stillgelegt.
Am 20. Juni 2002 wurde ein 9,6 km langer Abschnitt im Myra Canyon mit mehreren Tunneln und Trestle-Brücken aus Stahl und Holz zur National Historic Site of Canada erklärt.

## Heutige Nutzung
Große Teile der ehemaligen Trasse wurden um das Jahr 2000 herum renoviert und zu einem gemeinsamen Wander- und Radweg ausgebaut, der auch Kettle Valley Railway Trail genannt wird. Der Trail durchquert dabei u. a. auch den Coquihalla Canyon Provincial Park und den Boundary Creek Provincial Park. Sie ist auch Teil des Trans Canada Trails.
Auf Teilen der Strecke verkehrt in den Sommermonaten auch eine historische Dampf-Museumslinie, die Kettle Valley Steam Railway.

## Fotos

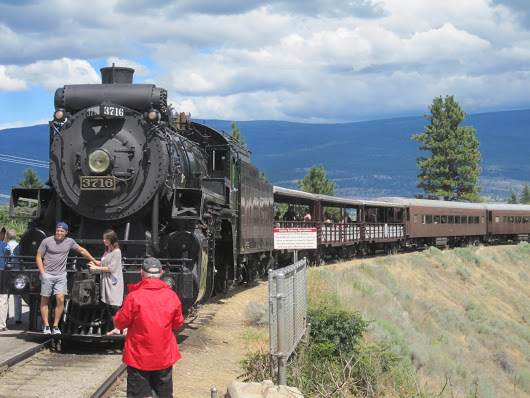
Die Kettle Valley Steam Railway, heute ein Museumszug
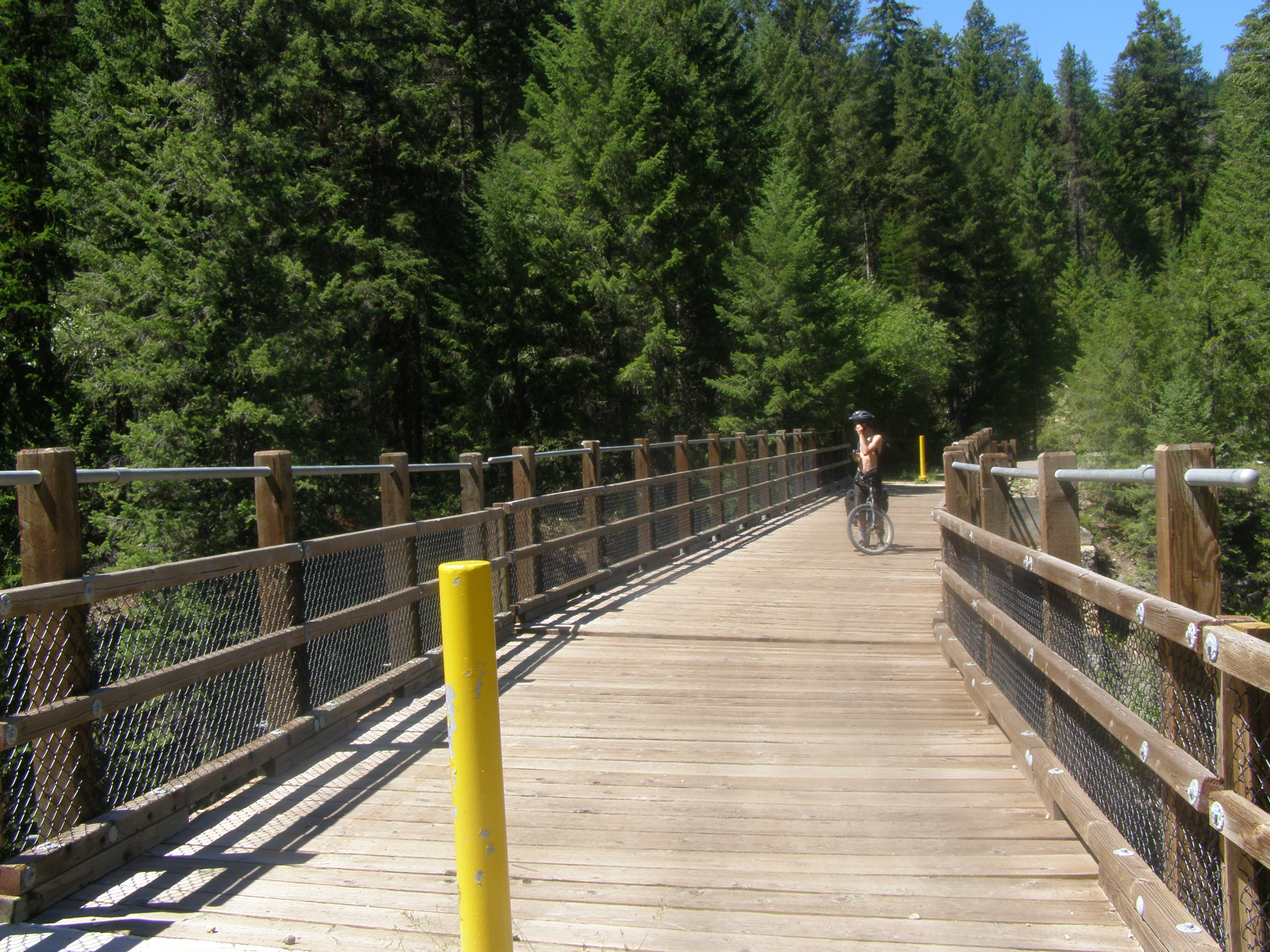
Heute sind weite Teile der KVR zu einem Rad- und Wanderweg ausgebaut (hier: Brücke über den Kettle River)
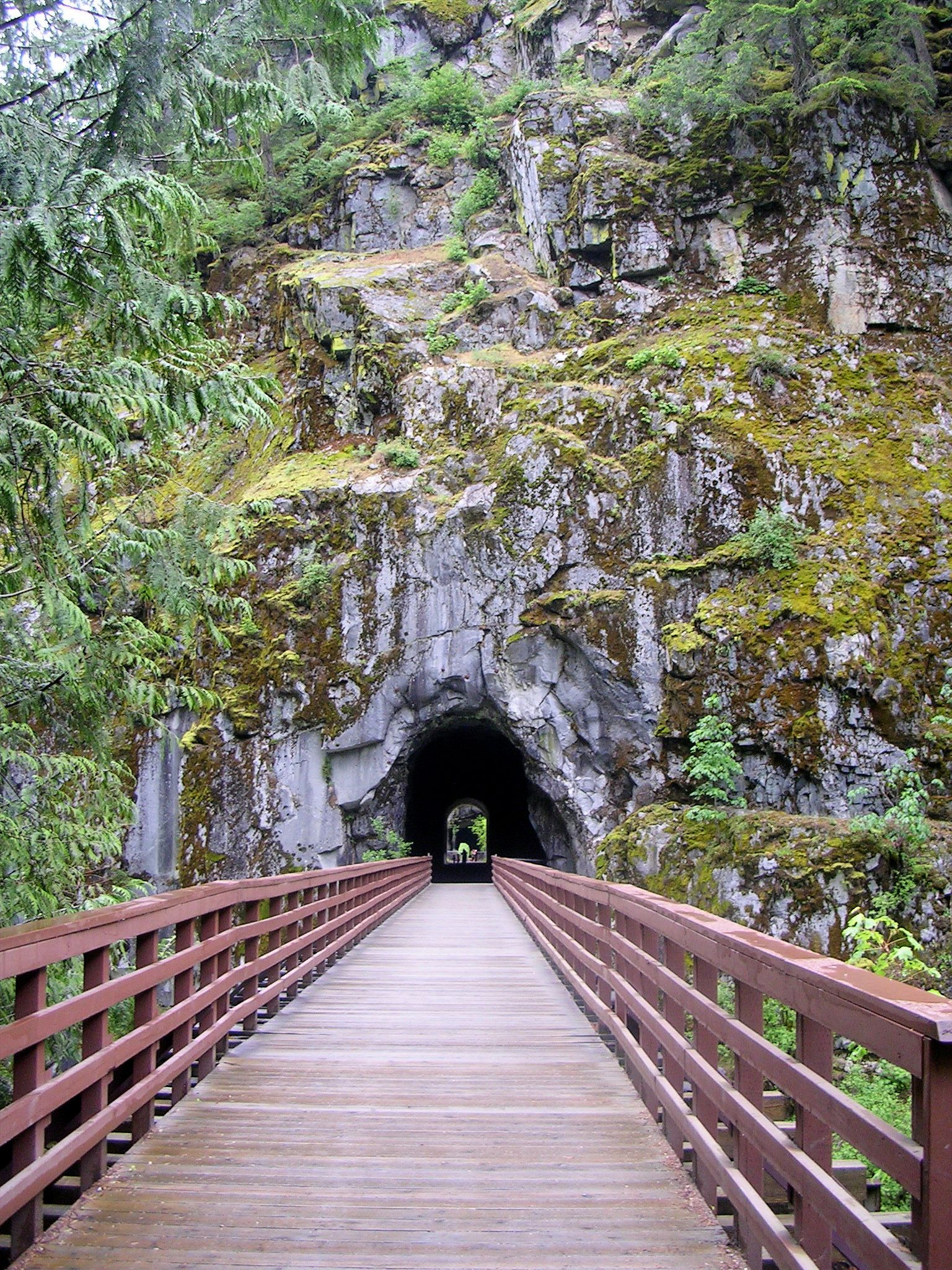
Der Othellotunnel im Coquihalla Canyon Provincial Park